# Kanonisk rätt
Kanonisk rätt, jus canonicum (grekiska: kanon / κανών, regel, standard) åsyftar specifik kristen rättsordning och interna, ecklesiastiska lagar om det världsliga livet, en kanonisk lag, med traditioner från 300-talets kyrkomöten. 
Medan kyrkorätt handlar om stadganden från statens sida med avseende på religion och kyrkliga samfund som finns i staten, är den kanoniska rätten en angelägenhet inom samfundet och stadgas av kyrkans beslutande organ. Det är i första hand Romersk-katolska kyrkan, östortodoxa kyrkan, orientalisk-ortodoxa kyrkan och Anglikanska kyrkogemenskapen som tillämpar kanonisk rätt. Exempel på områden som den kanoniska rätten berör, är vilka krav kyrkan ställer på sina präster, hur olika poster inom kyrkan skall tillsättas, regler för kristet liv för kyrkans skilda medlemmar, och regler för sakramenten.

## Kyrkans maktområde under tidig kristendom
Från början avsåg de från kyrkan utgående rättssatserna närmast att ordna kyrkans inre förvaltning. Men sedan kyrkan skaffat sig den världsliga maktens erkännande, i synnerhet från Konstantin den store, vidgades gränserna för hennes rättsbildande myndighet. I det stora hela kan detta ytterst föras tillbaka till den särskilda ställning som kyrkan kom att intaga i processuellt avseende. Redan de romerska kejsarna hade givit kyrkans föreståndare rätt att döma i sina underordnades civila tvister samt då frågan rörde kyrkliga angelägenheter. 
Enligt senare dekretalsamlingar gjorde kyrkan bland annat anspråk på att sträcka sin domsrätt till alla de fall där en kyrkans man var tilltalad eller där något annat kyrkligt eller religiöst intresse var inblandat. Och om än kyrkan på vissa platser måste acceptera någon begränsning i dessa anspråk, var det dock i detta omfång som kyrkan i allmänhet utövade sin domsrätt under medeltiden i den kristna världen. Följden därav blev att den kanoniska rätten kom att innehålla en mängd civil-, straff- och processrättsliga bestämmelser. På grund av den maktställning som kyrkan eftersträvade och även innehade i bland annat Kyrkostaten innehåller den kanoniska rätten även källor till stats- och folkrätt.

## Den kanoniska rättens källor
Den apostoliska kanon är en samling kanoniska stadgar från antiken som handlar om kyrkans administration och kristet liv; Ortodoxa kyrkor accepterar 85 och den Romersk-katolska kyrkan 50 sådana stadgar.
Under 300-talets och 400-talets lopp antog diverse lokalsynoder kanoniska stadgar för sina respektive kyrkoprovinser, men dessa var endast regionalt normerande.
Vid fem av de sju ekumeniska koncilierna antogs kanoniska stadgar normerande för den världsvida kyrkan, och har påverkat både den romersk-katolska, den östkyrkliga och den anglikanska kanoniska lagen:
- Kyrkomötet i Nicaea år 325 antog 20 kanoniska stadgar
- Kyrkomötet i Konstantinopel år 381 antog 7 kanoniska stadgar
- Kyrkomötet i Efesos år 431 antog 8 kanoniska stadgar
- Kyrkomötet i Chalkedon år 451 antog 30 kanoniska stadgar, men de två sista förekommer inte i alla manuskript
- Kyrkomötet i Nicaea år 787 antog 22 kanoniska stadgar

De kanoniska stadgar som antogs vid det så kallade Quinisextum in Trullo har endast accepterats i östkyrklig kanonisk rätt, inte i romersk-katolsk och anglikansk dito.

## Katolska kyrkan
Rättskällorna för den katolska kanoniska rätten är bortsett från Bibeln, kyrkofäderna och påvliga brev, beslut från koncilier och synoder; den kanoniska rätten uppvisar också en tydlig rättstradition från romersk rätt och den mosaiska lagen. Den får sin bindande kraft genom påven, vare sig lagarna anses vara Guds lag, naturrätt eller borgerlig, positiv rätt.
I den tidiga kyrkan sammankallades både till ekumeniska och regionala biskopsmöten, och med tiden tillfogade påven dekret till de regler som hade beslutats om vid sådana möten, enligt maximen "Roma locuta est, causa finita est" (Rom har talat, fallet är avslutat), som härrör från påven Clemens I omkring år 90, och visar på den auktoritet som biskopen av Rom innehar. I romersk-katolsk kanonisk rätt träder kanoniska stadgar i kraft genom apostoliska konstitutioner, vilket också är juridiska dokument. 
I det medeltida västerlandet fick den kanoniska rätten sin första systematiska sammanställning av Gratianus
med Decretum Gratiani från omkring 1140. Denna systematiska samling, som även innehöll kommentarer av Gratianus, vann också ett allmänt erkännande inom den kristna kyrkan. Det har även en annan betydelse. Det utarbetades under påverkan av återupptäckten av den romerska rätten vid universitetet i Bologna efter mönster från de glossatoriska arbetena som gjordes vid samma universitet. Därmed blev den kanoniska rätten ett studieämne vid universiteten med en vetenskaplig metod. Då namnet för de sakkunniga i romersk rätt kallades legista, kom densamma för den kanoniska rätten att kallas canonista. Skyddshelgon för den kanoniska rätten är dominikanermunken Raimund av Penayafort (1175-1275), 
Påven Gregorius IX brukar anses vara den förste som sammanställt en officiell kanonsamling, Decretalia Gregorii Noni eller Liber Extra (1234). Denna och de följande dylika, Liber sextus av Bonifatius VIII
(l398) och Clementinarum libri V av Klemens V (1313) äger ännu stor auktoriet för den kanoniska rätten i den katolska kyrkan.
Vid sidan av Decretum Gratiani betecknades dekretalsamlingar från påvarna själva redan vid koncilierna i Konstanz (1414-18) och Basel (1431- 43) som Corpus juris canonici; och med dem var detta verk egentligen även avslutat. Men därtill har det bland annat upptagits 20 dekretal av Johannes XXII och Extravagantes communes i upplagor av Corpus juris canonici. Detta har i viss mening sanktionerats genom att så även skett i den officiella upplagan som utgavs på föranstaltande av Gregorius XIII. Att den kanoniska rätten sålunda sammanförts i ett avslutat lagverk, betydde för övrigt inte ett avstannande i den kanoniska rättens utveckling. Denna fortgick tvärtom alltjämt på grund av förändrade tidsförhållanden.
Första upplagan av Corpus iuris canonici utgavs på 1200-talet. Påvarnas löpande stiftande av lagar, bullor,  publicerades även i en skrift som kallades Bullaria. 1917 uppgick antalet lagar till 10 000, varför påve Pius X påbörjade arbetet med en systematisk sammanställning över den kanoniska rätten. Ledare för den kodexkommission som fick detta uppdrag var kardinal Pietro Gasparri, och arbetet slutfördes med 1917 års Codex som trädde i kraft under påve Benedictus XV. Under påve Johannes XXIII blev det vid Andra Vatikankonciliet uppenbart att 1917 års Codex måste revideras, vilket skedde under påve Johannes Paulus II, för den västliga kyrkan 1983, och för den östliga riten 1990. 1983 års codex för kanonisk rätt, som fick godkännande med den apostoliska konstitutionen Sacrae Disciplinae Leges, reviderades senast 1998 med motu proprio Ad Tuendam Fidem.

## Kanonisk rätt och lutherdomen
I Tyskland blev den kanoniska rätten från slutet av femtonde och början av sextonde århundradena vid sidan av den romerska rätten antagen som gällande rätt, varvid den kanoniska rätten, såsom den yngre, ansågs böra vid olikhet med den romerska äga företräde. Till stor del har det också varit genom den kanoniska rätten som romerska rättsprinciper banat sig väg in i de germanska ländernas rättssystem och sålunda blivit grundläggande för den moderna rättsutvecklingen. 
Särskilt torde detta gälla de spår av romersk rättsåskådning, om vilka redan Sveriges gamla landskapslagar bär vittne. Den kanoniska rätten har alltså betydelse för alla de kristna länderna. Särskilt må i detta sammanhang erinras, att den genom  naturrättsläran blivit grundläggande för hela den moderna folkrätten. Även i Sverige gällde den kanoniska rätten i äldre tider som en lag i kyrkliga ärenden, och detta märks genom att biskoparna vid Skänninge kyrkomöte 1248 påbjöds flitiga studier av Gregorius IX:s redan då publicerade dekretalsamling. Sveriges äldre lagböcker återger i övrigt på flera ställen den kanoniska rättens innehåll. 
Vid kyrkomötet i Uppsala 1536 avskaffades den kanoniska lagen i Sverige, och Svenska kyrkan befann sig under några decennier utlämnad åt kungligt envälde, till dess 1571 års kyrkoordning skänkte Svenska kyrkan ett nytt regelverk. Martin Luther avvisade nämligen den kanoniska lagen, och de lutherska kyrkorna saknar därför en sådan; i stället har religiösa bestämmelser underordnats den världsliga lagstiftningen, för svenskt vidkommande framför allt från och med Kyrkolagen 1686. Efter att juridiken blev ett universitetsämne i Sverige, under Johannes Loccenius tid, har juridiken i Sverige endast berört förhållandet mellan kyrkan och staten, i kyrkorätten, jus ecclesiasticum, vilka från 1800-talet behandlades inom ecklesiastikdepartementet, som 1968 bytte namn till utbildningsdepartementet. 
De förändrade relationerna mellan Svenska kyrkan och staten har lett till att kyrkomötet skrivit gällande förordning Kyrkoordning med angränsande lagstiftning för Svenska kyrkan (1999). Gällande kyrkorättsliga lag är Lag (1998:1591) om Svenska kyrkan.

## Ortodoxa kyrkan
På grund av de ortodoxa kyrkornas olikartade ställning i sina respektive länder, har den kanoniska rätten mera tagit sig uttryck i riktlinjer än bindade lag. Grekisk-ortodoxa kyrkans samling kallas Pedalion/Πεδαλιον, men inte heller denna är bindande såsom lag.

## Anglikanska kyrkan
Den befintliga kanoniska rätten behölls i den engelska kyrkan vid reformationen, med undantag för sådana punkter som påvens rätt att utnämna biskopar, vilket överfördes till den engelske monarken. En engelsk kanonisk lag utfärdades av de båda engelska provinskyrkomötena 1604 (men har givetvis bearbetats sedan dess). Denna utgör förlaga till alla anglikanska kyrkors respektive kanoniska lag.